# Steven Kane

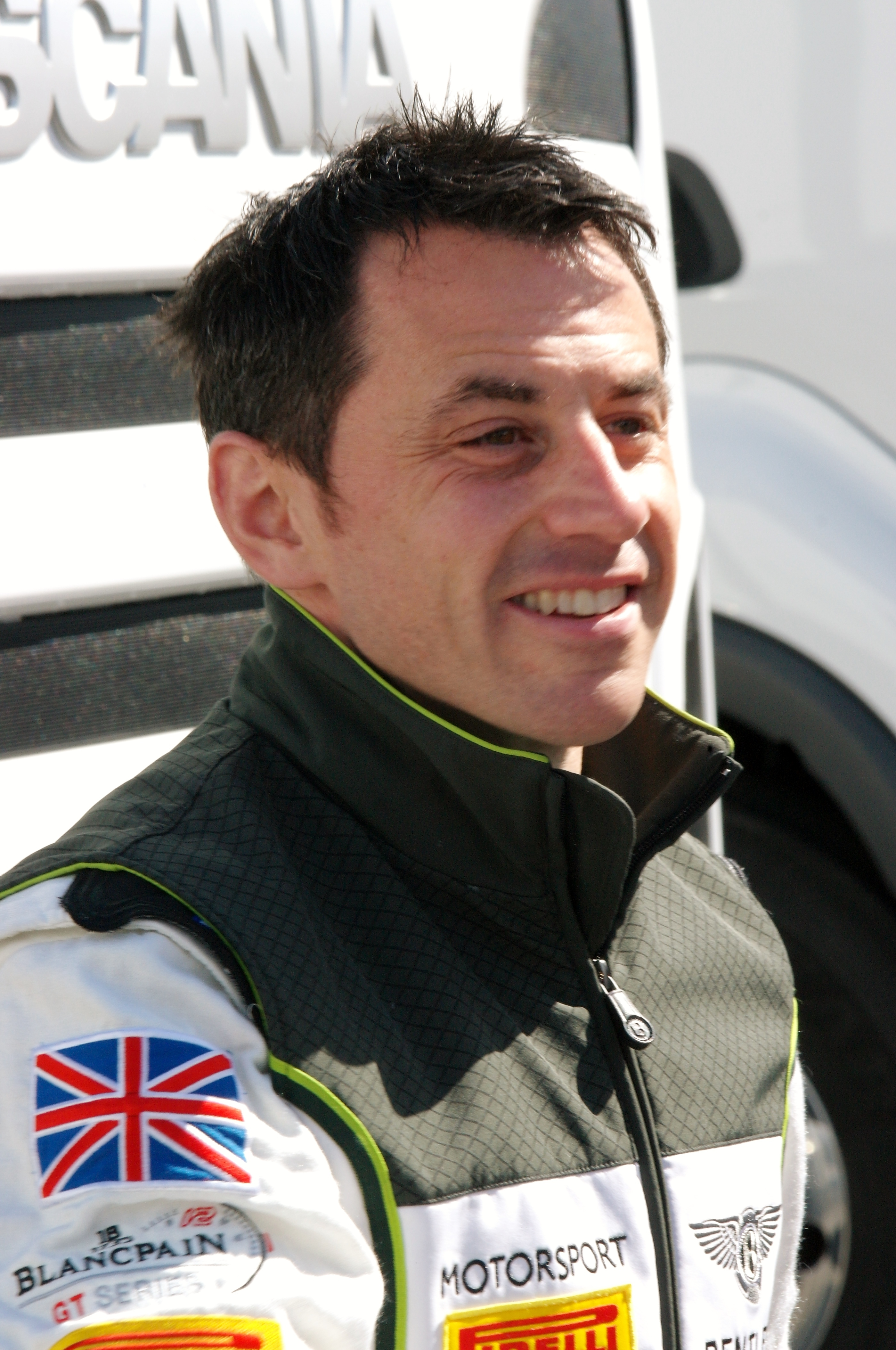
Steven Kane op Silverstone in 2014.

Steven Kane (Newtownards, 5 juni 1980) is een Noord-Iers autocoureur.

## Carrière
Kane begon zijn autosportcarrière in 2000 in de Noord-Ierse Formule Ford, waarin hij kampioen werd met acht overwinningen en vier tweede plaatsen uit twaalf races. Hierna werd hij uitgeroepen tot winnaar van de McLaren Autosport BRDC Award, waarmee hij een test won voor het Formule 1-team McLaren.
Tussen 2003 en 2005 reed Kane in de Formule 3. In 2003 eindigde hij achter Ernesto Viso voor het team T-Sport als tweede in de Scolarship-klasse van het Britse Formule 3-kampioenschap met zes overwinningen in deze klasse. In 2004 eindigde hij voor het team Racing Engineering als derde in het Spaanse Formule 3-kampioenschap met één overwinning op het Circuito Permanente del Jarama. In 2005 werd hij voor het team Promatecme negende in het hoofdkampioenschap van de Britse Formule 3 met één zege op Mondello Park. Dat jaar nam hij ook deel aan de Masters of Formula 3 voor JB Motorsport en werd hij de eerste coureur die een Lola bestuurde tijdens de Grand Prix van Macau.
In 2006 maakte Kane de overstap naar de Formule Renault 3.5 Series, waarin hij uitkwam voor het team Epsilon Euskadi. Met een vierde plaats op het Circuit Zolder als beste resultaat werd hij twintigste in de eindstand met 15 punten.
In 2007 verliet Kane het formuleracing en stapte hij over naar de Britse Porsche Carrera Cup en werd hier derde met zeven overwinningen. In 2008 maakte hij de overstap naar het BTCC in een BMW voor het team Motorbase Performance. Hij behaalde één podiumplaats op het Snetterton Motor Racing Circuit en twee op Brands Hatch, waarmee hij op de elfde plaats in het kampioenschap eindigde met 86 punten. In 2009 keerde hij niet terug in het BTCC en werd in plaats daarvan testcoureur van het nieuwe Formule 2-kampioenschap en co-commentator van deze klasse op Eurosport. Later in het seizoen reed hij als gastcoureur in het Kumho BMW Championship op Oulton Park, waar hij beide races won. Later kreeg hij wel twee strafpunten op zijn racelicentie omdat hij opzettelijk een andere coureur uit de race reed.
In 2010 keerde Kane terug in het BTCC voor Motorbase, dat van naam veranderd was naar Airwaves BMW. Hij won zijn eerste race op het Thruxton Circuit en stond in nog zeven andere races op het podium, waardoor hij zesde werd in de eindstand met 169 punten.
In 2011 maakte Kane de overstap van Europa naar Noord-Amerika om hier te rijden in de American Le Mans Series. Samen met zijn teamgenoot Humaid Al Masaood eindigde hij als vijfde in de LMP1-klasse met één overwinning op het Stratencircuit Baltimore. In 2012 reden Kane en Al Masaood voor Audi in de Rolex Sports Car Series. Daarnaast kwam Kane ook uit in de 12 uur van Sebring.
In 2013 keerde Kane terug naar Europa om deel te nemen aan de Blancpain Endurance Series voor het team JRM Racing in een Nissan GT-R. Samen met zijn teamgenoot Peter Dumbreck eindigde hij als achtste in de Pro Cup-klasse. In 2014 reed hij naast Al Masaood het Britse GT-kampioenschap, waarin hij voor M-Sport reed in een Bentley Continental GT, en in de Blancpain Endurance Series naast Guy Smith en Andy Meyrick. In dit kampioenschap behaalden zij twee overwinningen op Silverstone en het Circuit Paul Ricard, waardoor zij als tweede eindigden in het kampioenschap.
In 2015 werden Kane, Smith en Meyrick opnieuw tweede in de Blancpain Endurance Series. In 2016 maakte Kane de overstap naar de Blancpain GT Series Sprint Cup en kreeg hij een nieuwe teamgenoot in Vincent Abril. Samen eindigden zij als 24e in dit kampioenschap.